# The Little Drummer Boy
The Little Drummer Boy – amerykańska piosenka bożonarodzeniowa ze słowami i muzyką Katherine K. Davis. Za autorów byli uważani również Henry Onorati i Harry Simeone, chociaż w rzeczywistości byli tylko autorami aranżacji do nagranej przez siebie wersji. Za najbardziej znaną i uważaną za standardową wersję jest The Little Drummer Boy śpiewana przez The Harry Simeone Chorale. Piosenka znana jest też pod wcześniejszym tytułem The Carol of the Drum.
Katherine K. Davis skomponowała utwór i napisała słowa w 1941, wykorzystując motyw znany ze starej tradycyjnej czeskiej kolędy. W 1957 Henry Onorati stworzył swoją aranżację, którą nagrał wraz z Jack Halloran Singers w wytwórni Dot Records. Następnego roku Simeone jeszcze napisał kolejną aranżację i zmienił tytuł, by wydać ją na singlu. Piosenka stała się przebojem. W 1963 20th Century Fox Records wydała piosenkę na płycie długogrającej The Little Drummer Boy: A Christmas Festival. Singel z utworem pozostawał jednak ciągle hitem bożonarodzeniowym. Album był wydany najpierw jako płyta mono, rok później ukazała się jego wersja stereofoniczna. W roku 1965 Harry Simone nagrał i wydał nową wersję The Little Drummer Boy w firmie Kapp Records. Znalazła się ona w albumie O' Bambino - The Little Drummer Boy.

## Streszczenie
Tekst piosenki jest nawiązaniem do legendarnej opowieści o małym chłopcu, który nie mając nic do złożenia w darze Dzieciątku Jezus, za zgodą Matki Bożej Marii, zagrał na bębenku. Nowo narodzony Jezus miał odpowiedzieć uśmiechem i radością na muzyczny podarek małego dobosza. Ten iście apokryficzny motyw występuje w pochodzącej z XII w. legendzie, której Anatole France użył w swojej Le jongleur de Notre-Dame, w 1902 zaadaptowanej dla potrzeb opery przez Jules Masseneta. We francuskiej legendzie żongler (fr. jongleur to polskie żongler) żonglował przed figurą Dziewicy Maryi.

## Adaptacja telewizyjna
W 1968 studio filmowe Rankin-Bass wyprodukowało film animowany, który miał opowiadać historię małego dobosza, bohatera bożonarodzeniowej piosenki The Little Drummer Boy (reż. Jules Bass, Arthur Rankin Jr., Takeya Nakamura, scenariusz Romeo Muller, muzyka Maury Laws). Autorzy filmu nazwali małego dobosza Aaronem, przedstawiając historię, która wydarzyła się jeszcze przed narodzeniem Jezusa. W filmie użyczyli swych głosów Greer Garson jako narratorka i José Ferrer jako Ben Haramad. Tytułową piosenkę zaśpiewał Wiedeński Chór Chłopięcy - Wiener Sängerknaben. Film puszczano przez wiele lat w okresie świątecznym na kanale amerykańskiej telewizji NBC. Sponsorem emisji była American Gas Company, zanim stała się konsorcjum. Obecnie obejrzeć można go na kanale telewizji kablowej ABC Family. Telewizyjny sequel The Little Drummer Boy Book II miał swoją premierę w 1976 również na NBC ze sponsoringiem tej samej American Gas Company. Narratorką była ponownie Greer Garson, głosu Benowi Haramadowi użyczył Zero Mostel. Druga część wyświetlana jest w okresie świątecznym przez ABC Family. NBC przestała wyświetlać film po tym, jak oskarżano ją o antyarabizm.

## Wykonania i inne informacje
- W 1977 Bob Seger and the Silver Bullet Band włączyli piosenkę do swego repertuaru.
- Grupa Boney M wydała piosenkę na swym platynowym krążku Christmas Album w 1981. Piosenka stała się wówczas jednym z Top 20 hitów w Europie Zachodniej.
- Alicia Keys nagrała wersję Little Drummer Girl.
- Piosenka była ulubionym utworem bożonarodzeniowym amerykańskiego prezydenta Richarda Nixona.
- Córka Jacka Hallorana Dawn Halloran Charouhas procesowała się o prawa autorskie do piosenki z Harrym Simeonem.
- Piosenka była zaadaptowana dla islandzkiej wersji Litli Trommuleikarinn.
- Jedną z najpopularniejszych wersji piosenki w Stanach Zjednoczonych jest duet zaśpiewany przez Bing Crosby'iego i Davida Bowie. Twórcy ci nagrali duet 11 września 1977 (czyli na kilka tygodni przed śmiercią Binga Crosby'iego, która nastąpiła 14 października 1977) specjalnie dla programu telewizyjnego Bing Crosby Christmas. Piosenka ta nosi tytuł Peace on Earth/Little Drummer Boy.
- Formacja rockowa Jars of Clay nagrała utwór dwukrotnie na albumach Drummer Boy i Christmas Songs.
- Josh Groban dołączył The Little Drummer Boy do swego świątecznego albumu Noel w 2007.
- Inne aranżacje i wykonawcy: Jimi Hendrix, ABBA, Apocalyptica, Arthur Brown, Joan Baez, Glen Campbell, Johnny Cash, Chicago, Rosemary Clooney, Perry Como, The Dandy Warhols, Destiny’s Child, Neil Diamond, Marlene Dietrich, Linda Eder, José Feliciano, Flaming Lips, Goombay Dance Band, Rocco Granata, Joan Jett, The Kelly Family, Lonestar, Low, Johnny Mathis, New Kids On The Block, Wolfgang Petry (Weihnacht fängt an), RuPaul, Bob Seger, Frank Sinatra, Ringo Starr, The Supremes, The Temptations, Tennessee Ernie Ford, Die Toten Hosen, Jackson 5, Roger Whittaker, Anti Nowhere League oraz Bob Dylan, Pink Martini, Lindstrom